# Зимовий чемпіонат СРСР з метань 1985

## Медалісти

### Чоловіки
| Дисципліна     | Золото                         | Золото | Срібло                        | Срібло | Бронза                        | Бронза |
| -------------- | ------------------------------ | ------ | ----------------------------- | ------ | ----------------------------- | ------ |
| Метання диска  | Вацлавас Кідікас Литовська РСР | 62,12  | Сергій Лукашок Білоруська РСР | 61,12  | Юрій Думчев Москва            | 60,94  |
| Метання молота | Ігор Нікулін Ленінград         | 76,50  | Юрій Сєдих Москва             | 75,66  | Анатолій Чюжас Білоруська РСР | 78,14  |
| Метання списа  | Юрій Новиков РРФСР             | 86,06  | Владислав Корольов Ленінград  | 84,18  | Марек Калета Естонська РСР    | 82,50  |

### Жінки
| Дисципліна    | Золото                             | Золото | Срібло                    | Срібло | Бронза                                  | Бронза |
| ------------- | ---------------------------------- | ------ | ------------------------- | ------ | --------------------------------------- | ------ |
| Метання диска | Елліна Зверєва РРФСР               | 64,16  | Галина Савінкова РРФСР    | 62,28  | Лариса Михальченко УРСР Харківська обл. | 59,02  |
| Метання списа | Наталія Коленчукова Білоруська РСР | 65,06  | Ольга Гаврилова Ленінград | 62,14  | Тереза Некрошайте Литовська РСР         | 58,60  |

## Медальний залік
| Команда        |   |   |   | Загалом |
| -------------- | - | - | - | ------- |
| РРФСР          | 2 | 1 | 0 | 3       |
| Ленінград      | 1 | 2 | 0 | 3       |
| Білоруська РСР | 1 | 1 | 1 | 3       |
| Литовська РСР  | 1 | 0 | 1 | 2       |
| Москва         | 0 | 1 | 1 | 2       |
| Естонська РСР  | 0 | 0 | 1 | 1       |
| УРСР           | 0 | 0 | 1 | 1       |

## Командний залік
Командний залік офіційно не визначався.